# Johann Friedrich Dieffenbach

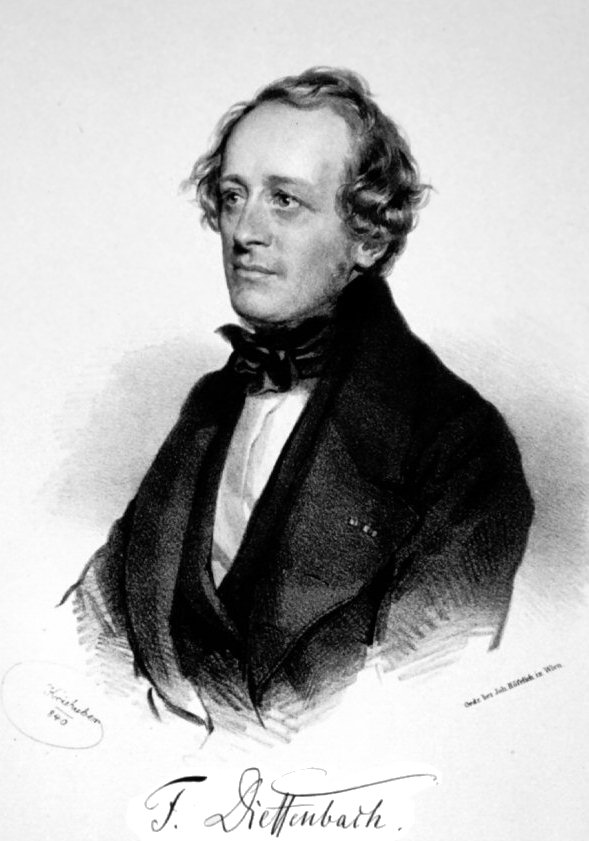
Johann Friedrich Dieffenbach

Johann Friedrich Dieffenbach (n. 1 februarie 1792 - d. 11 noiembrie 1847) a fost chirurg german, unul din fondatorii chirurgiei plastice.

## Biografie
S-a născut la Königsberg. A studiat teologia la universitățile din Rostock și Greifswald și medicina la Universitatea Albertina din Königsberg.
Între 1813 și 1815 participă ca voluntar la războiul de eliberare împotriva trupelor lui Napoleon.
În 1818 intră în anumite grupuri politice studențești din Jena și astfel este nevoit ca, doi ani mai târziu, să părăsească orașul Königsberg.
În 1822 își ia doctoratul în medicină la Würzburg și începe să profeseze în calitate de chirurg la Berlin.